# Kanton Lens-Est
Lens-Est (Nederlands: Lens-Oost) is een voormalig kanton van het Franse departement Pas-de-Calais. Het kanton maakt deel uit van het arrondissement Lens.

## Gemeenten
Het kanton Lens-Est omvat de volgende gemeenten:
- Lens (deels, hoofdplaats)
- Sallaumines